# 車裂きの刑
車裂きの刑（、仏: roue）は死刑の執行方法の一種である。

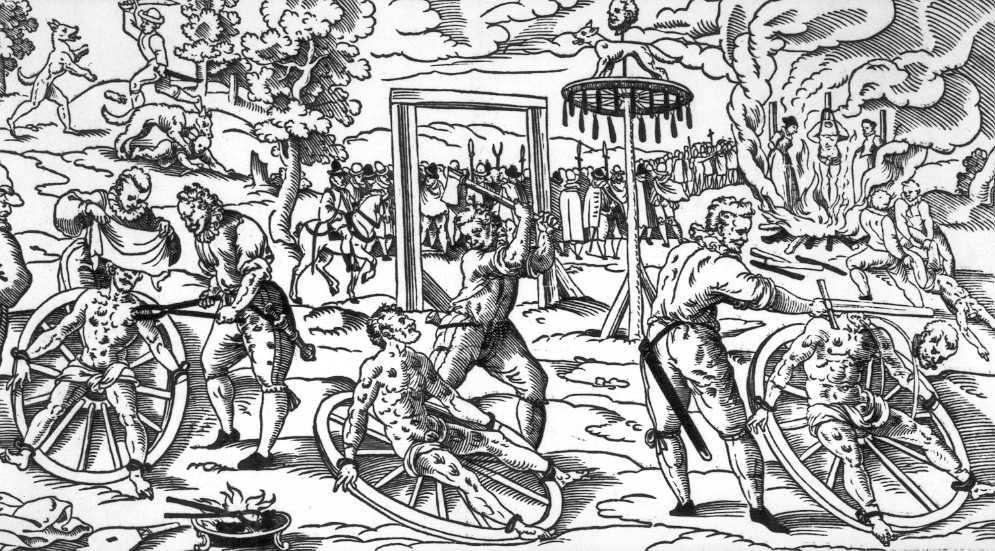
中世ヨーロッパの車裂き（車輪刑）

中国においては車裂・車折・五馬分屍などと呼ばれる引き裂き刑の一種であった。日本語の「車裂き」はこの漢語表記に由来している。東洋の車裂きの刑は八つ裂きの刑#中国を参照。
中世ヨーロッパでは、被処刑者の四肢の骨を砕いて梟示・処刑する方法があった。車輪に固定して四肢を粉砕するもの、車輪を用いて粉砕するもの、粉砕後に車輪にくくりつけるものなど、地域や時代によって過程に異なるところがあるが、粉砕された被処刑者の肉体（死体）が車輪にくくりつけられて梟示されるのは共通である。車輪を用いるのは、古代に太陽神に供物を捧げる神聖なイメージがあったためとされる。日本においては、中世ヨーロッパのこの刑を車裂きの刑と訳することが定着している。引き裂き刑と区別するために車輪刑とも呼ばれることもある。
本項では、中世ヨーロッパの車裂き刑（車輪刑）を詳述する。

## フランス

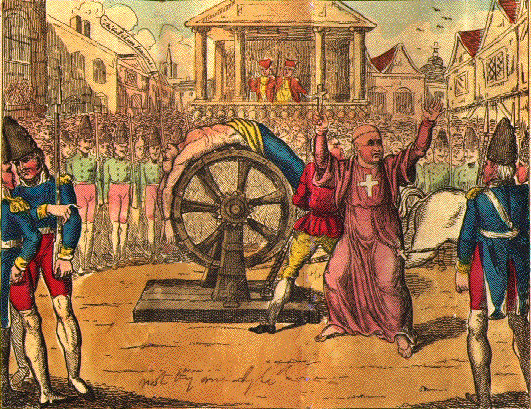
1762年、トゥールーズで行われた車裂きの刑（車輪刑）

フランスの車裂きの刑は、親殺しなどに対して行われていた。
手順は、まず死刑囚の腕、足、腰を鉄の棒で打ち砕く。次に処刑台上に据え付けた車輪の上に仰向けの状態で固定し放置、死刑囚死亡後、車輪から降ろし死体を火炙りの刑と同様に焼く。最後に、死後の埋葬を禁ずるため残った灰を撒き散らす（風で吹き飛ばすとも）ことで刑は完了する。
フランス革命以前の1788年8月3日、ヴェルサイユの広場でジャン＝ルイ・ルシャールが車裂きの刑を執行される際に、民衆が処刑台を破壊、彼を救い出すという事件が起きた。後に、ジャン＝ルイ・ルシャールはルイ16世により恩赦となり放免された。この事件は民意が国家の残酷な刑罰を否定した事例としてフランス革命に関する一件として引き合いに出されることも多い。これがフランスで残酷な刑罰と拷問の廃止の原因となったと言われている。実際、この事件以降八つ裂きの刑や車裂きの刑の判決は全く出されておらず、また、同年中にルイ16世は拷問廃止の勅令を発している。しかしフランス革命の進行中に車裂きの刑は復活をみた。当時フランス領であったハイチにおいて、奴隷廃止を掲げて反乱を起こしたヴァンサン・オジェに対して1791年2月6日に執行されたのである。

## ドイツ
ドイツでは18世紀まで行われたが、処刑のみが目的であって、一定期間晒された後は、受刑者が存命なら解放された。生還したものも多いという。手足を砕く際にも車輪が使われた。